# 6781 Sheikhumarrkhan
6781 Sheikhumarrkhan este o planetă minoră (asteroid), cu un diametru de 9,174 km, din centura de asteroizi. A fost descoperită pe 19 iulie 1990 la Observatorul Palomar de Henry E. Holt și a fost numită după Sheik Umar Khan⁠(d). 
Obiectul prezintă o orbită caracterizată de o semiaxă mare de 2,6275506 UAi, o excentricitate de 0,25, o înclinație de 11,87461 ° în raport cu ecliptica.